# Liste der denkmalgeschützten Objekte in Hadres
Die Liste der denkmalgeschützten Objekte in Hadres enthält die 20 denkmalgeschützten, unbeweglichen Objekte der Gemeinde Hadres in Niederösterreich (Bezirk Hollabrunn).

## Denkmäler
| Foto |                 | Denkmal                                                                     | Standort                                                | Beschreibung | Metadaten |
| ---- | --------------- | --------------------------------------------------------------------------- | ------------------------------------------------------- | --- | --- |
| ja   | Datei hochladen | Hauptschule HERIS-ID: 15675 Objekt-ID: 11921                                | Hadres 80 Standort KG: Hadres                           | Zweigeschoßiges Gebäude aus der Zeit um 1910. Portal mit geschwungenem Giebel an der dreiachsigen abgeschrägter Eckfront. Fassade durch Lisenen gegliedert, putzfaschengerahmte Fenster mit gekehlten Sohlbänken. Oberhalb der Fenster im Erdgeschoß querovale Oculi. | BDA-Hist.: Q37791720 Status: § 2a Stand der BDA-Liste: 2025-06-30 Name: Hauptschule GstNr.: 2 |
| ja   | Datei hochladen | Pfarrhof HERIS-ID: 15672 Objekt-ID: 11918                                   | Hadres 81 Standort KG: Hadres                           | Zweigeschoßiger traufständiger Straßentrakt mit Walmdach einer hakenförmigen Anlage aus der Zeit um 1800. Profiliertes Traufgesims und Fenster mit Putzfaschenrahmen. | BDA-Hist.: Q37791570 Status: § 2a Stand der BDA-Liste: 2025-06-30 Name: Pfarrhof GstNr.: 3/1 |
| ja   | Datei hochladen | katholische Pfarrkirche heiliger Michael HERIS-ID: 15668 Objekt-ID: 11914   | Hadres 80, neben Standort KG: Hadres                    | Der im Kern gotische Bau wurde in der 1. Hälfte des 18. Jahrhunderts barockisiert. Schlichte Fassade mit umlaufendem gekehltem Traufgesims. Segmentbogenfenster mit Steckgittern. Portalvorbau mit geschwungenem Giebel durch Putzfelder und Lisenen gegliedert, Portal mit Segmentbogenverdachung. Links daneben angebauter Treppenturm mit Glockendach. Dreigeschoßiger Turm mit Pyramidenhelm durch Ecklisenen und kleine faschengerahmte Segmentbogenfenster in den unteren Geschoßen und große Rundbogenfenster im Schallgeschoß gegliedert.                                                                                | BDA-Hist.: Q37791322 Status: § 2a Stand der BDA-Liste: 2025-06-30 Name: katholische Pfarrkirche heiliger Michael GstNr.: 1 Pfarrkirche Hadres                                                      |
| ja   | Datei hochladen | Figur Maria Immaculata HERIS-ID: 15694 Objekt-ID: 11940                     | Standort KG: Hadres                                     | Aus dem Jahre 1883 stammende Immaculatafigur. | BDA-Hist.: Q37792376 Status: § 2a Stand der BDA-Liste: 2025-06-30 Name: Figur Maria Immaculata GstNr.: 3548/3 Statue of Virgin Mary (Hadres)                                                       |
| ja   | Datei hochladen | Figur heiliger Johannes Nepomuk HERIS-ID: 15695 Objekt-ID: 11941            | Standort KG: Hadres                                     | Auf erneuertem Sockel steht die aus der Mitte des 18. Jahrhunderts stammende Statue des Johannes Nepomuk. | BDA-Hist.: Q37792473 Status: § 2a Stand der BDA-Liste: 2025-06-30 Name: Figur heiliger Johannes Nepomuk GstNr.: 3548/2 Statue of John of Nepomuk (Hadres)                                          |
| ja   | Datei hochladen | Figur heilige Helena HERIS-ID: 15685 Objekt-ID: 11931                       | Standort KG: Hadres                                     | An der Stelle der ehemaligen im Spätmittelalter nachweisbaren und in josephinischer Zeit abgerissenen Helena-Kapelle steht die Figur der Heiligen auf hohem prismatischen Sockel aus dem Jahre 1824. | BDA-Hist.: Q37792039 Status: § 2a Stand der BDA-Liste: 2025-06-30 Name: Figur heilige Helena GstNr.: 4243                                                                                          |
| ja   | Datei hochladen | Bildstock HERIS-ID: 15689 Objekt-ID: 11935                                  | Standort KG: Hadres                                     | Anmerkung: In Fehlerliste eingetragen. | BDA-Hist.: Q37792115 Status: § 2a Stand der BDA-Liste: 2025-06-30 Name: Bildstock GstNr.: 3530/1                                                                                                   |
| ja   | Datei hochladen | Pietà HERIS-ID: 15690 Objekt-ID: 11936                                      | Hadres 80, in der Nähe Standort KG: Hadres              | Auf kompositer Säule über hohem Postament steht die Figurengruppe Pietà aus der 2. Hälfte des 18. Jahrhunderts. | BDA-Hist.: Q37792149 Status: § 2a Stand der BDA-Liste: 2025-06-30 Name: Pietà GstNr.: 3547/1 Pietà Hadres                                                                                          |
| ja   | Datei hochladen | Pranger HERIS-ID: 15692 Objekt-ID: 11938                                    | Hadres 366, vor Standort KG: Hadres                     | Der mit einer Kugel bekrönte Obelisk mit eiserner Hand und Schwert ist mit 1635 bezeichnet. | BDA-Hist.: Q37792271 Status: § 2a Stand der BDA-Liste: 2025-06-30 Name: Pranger GstNr.: 3548/1 Pranger (Hadres)                                                                                    |
| ja   | Datei hochladen | Dreifaltigkeitssäule HERIS-ID: 15697 Objekt-ID: 11943                       | Hadres 104, vor Standort KG: Hadres                     | Anlässlich der Markterhebung im Jahre 1963 wurde der aus der Mitte des 18. Jahrhunderts stammende mit Engeln besetzte Wolkenpfeiler mit der abschließenden Figurengruppe Dreifaltigkeit renoviert. | BDA-Hist.: Q37792607 Status: § 2a Stand der BDA-Liste: 2025-06-30 Name: Dreifaltigkeitssäule GstNr.: 3548/2 Dreifaltigkeitssäule (Hadres)                                                          |
| ja   | Datei hochladen | Bildstock HERIS-ID: 15702 Objekt-ID: 11948                                  | Standort KG: Hadres                                     | Abgefaster Pfeiler mit reliefiertem Quaderaufsatz und Steinkreuzbekrönung aus dem Jahre 1695. | BDA-Hist.: Q37792961 Status: § 2a Stand der BDA-Liste: 2025-06-30 Name: Bildstock GstNr.: 3562/63 Bildstock 11948, Gemeinde Hadres                                                                 |
| ja   | Datei hochladen | Kath. Pfarrkirche Mariae Himmelfahrt HERIS-ID: 15712 Objekt-ID: 11958       | Obritz 51 Standort KG: Obritz                           | Der Bau stammt aus dem letzten Viertel des 18. Jahrhunderts, wurde 1841 nach Westen hin verlängert und erhielt 1890 eine nördliche Seitenkapelle. Satteldach über einem ausladenden umlaufenden Traufgesims. Fassade durch Lisenen gegliedert, halbkreisförmiges Fenster über dem Rechteckportal. 2 rundbogige Figurennischen mit den Figuren der hll. Erzengel Michael und Raphael aus der Mitte des 19. Jahrhunderts. Turm mit Ecklisenen, Rundbogenfenstern im Schallgeschoß und Zwiebelhelm. Seitlich davon auf Steilschmiegen Postamente mit Figuren eines Eremiten und des hl. Leopold aus der Mitte des 19. Jahrhunderts. | BDA-Hist.: Q37793493 Status: § 2a Stand der BDA-Liste: 2025-06-30 Name: Kath. Pfarrkirche Mariae Himmelfahrt GstNr.: 1 Pfarrkirche Obritz, Gemeinde Hadres                                         |
| ja   | Datei hochladen | Schnitzer Kapelle HERIS-ID: 15714 Objekt-ID: 11960                          | Standort KG: Obritz                                     | Die Kapelle mit profiliertem Gesims und Giebelkreuz wird erstmals im Jahre 1782 urkundlich erwähnt. Nach der Bauernbefreiung im Jahre 1849 wurde das Kapellengitter und ein Bild der hl. Filomena von den Grafen von Hardegg entfernt und für die neuerbaute Kapelle in Kadolz bestimmt. Seit der 2. Hälfte des 19. Jahrhunderts wird die Kapelle von der Familie Schnitzer aus Obritz betreut. | BDA-Hist.: Q37794764 Status: § 2a Stand der BDA-Liste: 2025-06-30 Name: Schnitzer Kapelle GstNr.: 3857                                                                                             |
| ja   | Datei hochladen | Tabernakelpfeiler HERIS-ID: 15715 Objekt-ID: 11961                          | Standort KG: Obritz                                     | Pfeiler mit abgefastem Schaft, reliefiertem Quaderaufsatz und bekrönendem Steinkreuz aus dem Jahre 1702. Im Quader Reliefs Christus am Kreuz, Hl. Familie und Hl. Dreifaltigkeit. | BDA-Hist.: Q37794844 Status: § 2a Stand der BDA-Liste: 2025-06-30 Name: Tabernakelpfeiler GstNr.: 3750 Wayside Shrine (Obritz)                                                                     |
| ja   | Datei hochladen | Wegkreuz HERIS-ID: 15717 Objekt-ID: 11963                                   | Standort KG: Obritz                                     | Kruzifix auf Quadersockel. | BDA-Hist.: Q37794989 Status: § 2a Stand der BDA-Liste: 2025-06-30 Name: Wegkreuz GstNr.: 4228 |
| ja   | Datei hochladen | Pfarrhof HERIS-ID: 15720 Objekt-ID: 11966                                   | Untermarkersdorf 1 Standort KG: Untermarkersdorf        | | BDA-Hist.: Q37795381 Status: § 2a Stand der BDA-Liste: 2025-06-30 Name: Pfarrhof GstNr.: 1 Pfarrhof Untermarkersdorf, Gemeinde Hadres                                                              |
| ja   | Datei hochladen | katholische Pfarrkirche heiliger Ägydius HERIS-ID: 15719 Objekt-ID: 11965   | Untermarkersdorf 2, neben Standort KG: Untermarkersdorf | → Hauptartikel : Pfarrkirche Untermarkersdorf f1 | BDA-Hist.: Q37795215 Status: § 2a Stand der BDA-Liste: 2025-06-30 Name: katholische Pfarrkirche heiliger Ägydius GstNr.: 3 Pfarrkirche heiliger Ägydius, Untermarkersdorf                          |
| ja   | Datei hochladen | Presshaus, Weinmuseum HERIS-ID: 15725 Objekt-ID: 11971                      | Standort KG: Untermarkersdorf                           | Wuchtiges zweigeschoßiges Gebäude mit Satteldach, verbrettertem Giebel und Rundbogenportal. | BDA-Hist.: Q37795804 Status: Bescheid Stand der BDA-Liste: 2025-06-30 Name: Presshaus, Weinmuseum GstNr.: 152/1 Weinmuseum in Untermarkersdorf, Gemeinde Hadres                                    |
| ja   | Datei hochladen | Presshaus, Weinkeller Himmelbauer HERIS-ID: 15726 Objekt-ID: 11972          | Standort KG: Untermarkersdorf                           | Presshaus mit Satteldach, Rechteckportal und Steingewändefenstern mit Holzläden. Kellerabgang etwas vorgebaut mit Giebeldach und Segmentbogenportal mit steinsichtiger Ziegelwölbung. | BDA-Hist.: Q37795839 Status: Bescheid Stand der BDA-Liste: 2025-06-30 Name: Presshaus, Weinkeller Himmelbauer GstNr.: 275 Weinkeller Himmelbauer in Untermarkersdorf, Gemeinde Hadres              |
| ja   | Datei hochladen | Figurengruppe „Christi Abschied von Maria“ HERIS-ID: 15728 Objekt-ID: 11974 | Standort KG: Untermarkersdorf                           | Die Figurengruppe „Christi Abschied von Maria“ (eine sogenannte Urlaubergruppe) steht auf einer toskanischen Säule mit Volutenkapitell und ist in der Kartusche mit 1778 bezeichnet. | BDA-Hist.: Q37795895 Status: Bescheid Stand der BDA-Liste: 2025-06-30 Name: Figurengruppe „Christi Abschied von Maria“ GstNr.: 2274/1 Bildstock Abschied Christi Untermarkersdorf, Gemeinde Hadres |